# オナカの大きな王子さま
「オナカの大きな王子さま」（おなかのおおきなおうじさま）は、日本の歌。作詞・作曲：小椋佳。
1975年12月から1976年1月に、NHKの歌番組「みんなのうた」で放送された。1976年10月から同年11月に再放送されている。
なお、放送では歌詞の1、3、5、6番が使用されている。
ちなみに岡本忠成の作品集LD「おこんじょうるり 岡本忠成」には、このバージョンが収録されている。
服のボタンがはちきれんばかりの王子が、魔法の空飛ぶ絨毯に乗りたいが落っこちやしないかと悩む様や、夕食のごちそうをちょっとだけと食べ続ける様を描く。
2011年4月23日放送の『みんなのうた スペシャル・1970's セレクション』でも放送された。

## リメイク
1983年2月に歌手を岸部シローとしてリメイクされた。こちらの版は、1984年2月、1986年4月、1992年4月、1996年10月に再放送され、2016年2月20日・同年3月19日と2020年12月11日・2021年1月15日には『みんなのうたリクエスト』で再放送される（1990年代の再放送は、ラジオのみ）。
歌詞テロップで、じゅうたんがじゅたんとなっている誤植が存在する。
DVDに収録されているのは、こちらの1983年版で、誤植もそのまま収録されている。
なお岸部シローは2020年8月に死去したため、生涯最後の『みんなのうた』出演となった（「岸部四郎」名義では一回も無し）。

## カバー
CDやテレビなどで、カバーした歌手の一覧を以下に記す。
- あやふじお
- 石岡ひろし
- 市之瀬洋一
- 大倉正丈
- 大和田りつこ
- 小椋佳 - 自身のアルバム「ほんの二つで死んでいく」でセルフカバーしたものを収録している。また以前、NHKで小椋のドキュメントが放送された時、製作当時の自宅において息子の側で同曲を歌っている所が一部放送されている。
- 坂田おさむ - 自身がうたのおにいさんだった頃、同じNHKで放送している『おかあさんといっしょ』で歌った。それがその時代から現代のおにいさんへと歌い継がれる。
- 速水けんたろう
- 杉田あきひろ
- 今井ゆうぞう
- 横山だいすけ&三谷たくみ
- 横山だいすけ&小野あつこ
- 花田ゆういちろう&小野あつこ

- ダークダックス
- ボニージャックス
- 岡浩也 - ユニオン版カバー音源。1976年発売のシングル「ユミちゃんの引越し 〜さよならツトム君〜」のB面に収録。
- 荒木ちえ